# Claude Carra Saint-Cyr
Claude Carra Saint-Cyr (Lione, 28 luglio 1760 – Vailly-sur-Aisne, 5 gennaio 1834) è stato un generale e diplomatico francese famoso per la partecipazione alle guerre rivoluzionarie francesi ed alle guerre napoleoniche.

## Biografia
Carra Saint-Cyr entrò in servizio attivo nel 1774 con il reggimento Bourdonnais, e fece parte dei corpi francesi attivi durante la guerra d'indipendenza americana. Fu capitano ed ebbe incarichi nel commissariato militare. Con lo scoppio delle guerre rivoluzionarie Carra Saint-Cyr riprese il servizio attivo, operando nell'ovest come aiutante di campo del generale Jean-Baptiste Annibal Aubert du Bayet, accompagnando in seguito Aubert du Bayet a Costantinopoli dove quest'ultimo fu nominato ambasciatore presso l'impero ottomano. Carra Saint-Cyr fu console in Valacchia, prima di tornare in Francia nel 1798.
Combatté la battaglia di Marengo nel 1800, e divenne generale di divisione nel 1803. Nominato governatore di Magdeburgo nel 1806, fu insignito del titolo di barone dell'impero due anni dopo, e nel 1809 guidò una divisione di fanteria nella guerra della quinta coalizione, giocando un ruolo importante nella battaglia di Aspern-Essling. Divenne governatore di Dresda e nel 1813 governatore di Amburgo, e come tale evacuò la città con le sue truppe ma fu sconfitto sull'isola d'Elba. Per questo cadde in disgrazia, ma il generale Dominique Vandamme gli concesse il comando di una divisione, con l'obiettivo di difendere il fiume Ems. Con la restaurazione francese del 1814 Carra Saint-Cyr fu nominato conte e governatore della Guyana francese, carica che ricoprì dal 1814 al 1819. Il suo nome è inciso sotto l'Arco di Trionfo di Parigi.